# 韦勒旺
韦勒旺（法語：Vellevans，法語發音：[vɛlvɑ̃]）是法国杜省的一个市镇，属于蒙贝利亚尔区。

## 地理
韦勒旺（47°18'38"N, 6°29'55"E）面积13.54 平方千米，位于法国勃艮第-弗朗什-孔泰大區杜省，该省份为法国东部内陆省份，北起上索恩省，西接汝拉省，东部及东南部与瑞士接壤，东北部与贝尔福地区省接壤。
与韦勒旺接壤的市镇（或旧市镇、城区）包括：大克罗塞、沙佐、小克罗塞、乌旺、朗德维莱尔、桑塞、塞尔万。

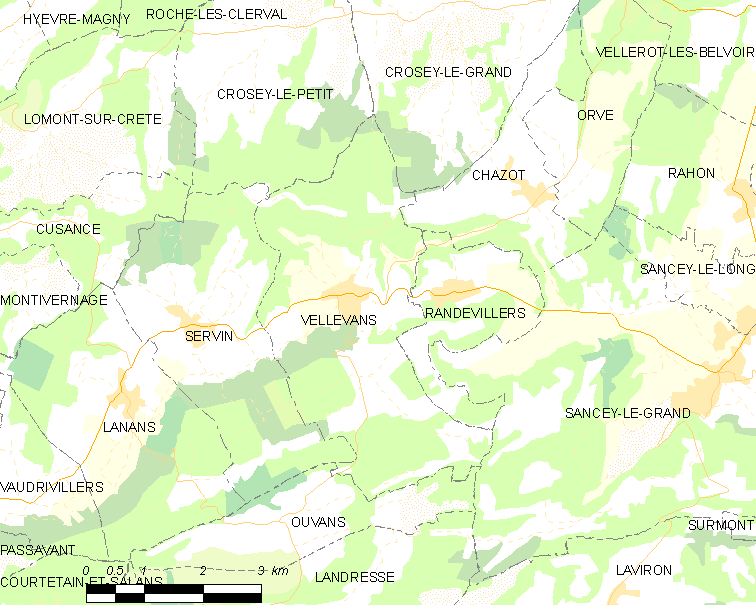
韦勒旺的OSM定位图

韦勒旺的时区为UTC+01:00、UTC+02:00（夏令时）。

## 行政
韦勒旺的邮政编码为25430，INSEE市镇编码为25597。

## 政治
韦勒旺所属的省级选区为巴旺县。

## 人口

1962-2008年间韦勒旺人口变化图示

韦勒旺于2022年1月1日时的人口数量为247人。